# Равнинно-алгонкинские языки
Равнинно-алгонкинские языки — самая большая по числу носителей подгруппа алгонкинских языков в составе алгской семьи языков.
Это группа языков, которыми пользуются и пользовались народы индейцев Канады и США. В основном эти языки сейчас распространёны в Онтарио, Альберте, Саскачеване и некоторых штатах США, где дети продолжают усваивать равнинно-алгонкинские языки в качестве родных (распространено и кри-французское двуязычие).